# 杜龐特 (佛羅里達州)
杜龐特（英語：Dupont）是位於美國佛羅里達州弗萊格勒縣的一個非建制地區。該地的面積和人口皆未知。

## 地理
杜龐特的座標為29°25′39″N 81°13′24″W / 29.42750°N 81.22333°W，而該地的平均海拔高度為5米（即16英尺）。